# 庫強卡 (舒姆西克區)
50°12′58″N 26°8′9″E / 50.21611°N 26.13583°E
庫強卡（烏克蘭語：Кутянка），是烏克蘭的村落，位於該國西部捷爾諾波爾州，由克列梅涅茨區負責管轄，處於庫強卡河畔，始建於1700年，面積1.36平方公里，2001年人口222。